# Epidendrum mantinianum
Epidendrum mantinianum är en orkidéart som beskrevs av Robert Allen Rolfe. Epidendrum mantinianum ingår i släktet Epidendrum och familjen orkidéer. Inga underarter finns listade i Catalogue of Life.